# ميجيزواف شيفشيك
ميجيزواف شيفشيك (بالبولندية: Mieczysław Szewczyk)‏ هو لاعب كرة قدم بولندي في مركز الوسط، ولد في 11 سبتمبر 1962 في أشفنشم في بولندا. شارك مع منتخب بولندا لكرة القدم. أما مع النوادي، فقد لعب مع رتش شوروزو.